# Аспирација (медицина)
Аспирација је стање у коме када се нешто прогутате „иде у погрешном правцу“ или доспева  у дисајне путеве (душник) или плућа. Може се десити и када  се нешто у грло врати из желудца. Код аспирације, за разлику од гушења дисајни пут није потпуно блокиран, па пацијент може да дише.
Апирација која чешће настаје код особа које тешко гутају (нпр. код особа са дисфагијом, стараије особе, особа које су имали мождани удар или код особа које имају сметње у развоју), може бити привремено стање или део озбиљнијег стања.
Један од најважнијих узрока смртности узроковане аспирацијом је аспитрациона пнеумонија.

## Епидемиологија
Тачан број пацијената погођених аспирацијом није познат. Иако ово стање може да утиче на било коју старосну групу, најчешће погађа децу, старије особе и пацијенте на интензивној нези, од којих сви показују већу инциденцу фактора ризика од аспирације. Инциденција хоспитализација због аспирационе пнеумоније у Сједињеним Америчким  Државама опада, али и даље представља значајан терет здравствене заштите, посебно код пацијената старијих од 65 година.
Код деце, процењено је да до 25% ове популације има поремећаје гутања и храњења. Ова учесталост се повећава на 40% код превремено рођене деце и до 78% код деце са закашњењем у развоју. Деца са закашњењем у развоју и медицински сложена деца такође чине већину хоспитализација у вези са аспирацијом и пријема на интензивну негу са у просеку 2,4 пута већим трошковима неге у поређењу са хоспитализацијама у вези са пнеумонијом стеченом у заједници.

## Етиологија
Све што доприноси разградњи неуромишићних путева укључених у говор, гутање, дисање и одржавање проходних дисајних путева може довести до  аспирације и њених последица. 
Аспирација је чест проблем који се може јавити код здравих или болесних пацијената где фарингеални секрет, материјал хране или желудачни секрет улазе у ларинкс и трахеју и могу се спустити у плућа, изазивајући акутну или хроничну инфламаторну реакцију.
Шансе за аспирацију расту са годинама, због чешћих проблема са жвакањем и гутањем (како особа стари).

### Фактори ризика
Неколико главних фактора ризика за аспирацију укључују неуролошка оштећења, плућне болести, супраглотисну болест и друга стања.
Неуролошко оштећење
Неуролошко оштећење може бити когнитивно или фокусно. Код деце, најчешћи фактори ризика су енцефалопатија, дисфункција кранијалних нерава, неуромишићне болести као што су Душенова мишићна дистрофија, урођена мишићна дистрофија, миотонична дистрофија и спинална мишићна атрофија, као и непокретност гласница и церебрална паласа. Механизми аспирације се разликују у овим стањима па на пример, неуромускуларне болести могу изазвати општу слабост у гутању чврсте хране, док церебрална парализа и други неуролошки синдроми одлагања изазивају потешкоће са оралним секретом и ретким течностима.  Код педијатријских пацијената постоји јака корелација између рекурентне аспирационе пнеумоније и дисфункције гутања, посебно пенетрације, аспирације, рефлукса и абнормалне функције једњака.
Код одраслих примери укључују акутни и хронични мождани удар, деменцију, амиотрофичну латералну склерозу, мултиплу склерозу, Паркинсонову болест и Гилаин-Баров синдром. Одрасли углавном развијају општу слабост мишића гутања која се може погоршати неуролошким падом, као што се јавља код деменције или можданог удара који укључује одређене аспекте централног нервног система. Дисфагија у овим популацијама често доприноси повећању укупног морбидитета. Код Паркинсонове болести, на пример, ризик од хоспитализације због аспирационе пнеумоније је преко три пута већи него код здравих пацијената. Овај ризик се повећава како пацијенти напредују у каснијим стадијумима болести и имају слом функције кашља и гутања. 
Плућне болести
Пацијенти са слабим волуменом форсираног издисаја, неадекватним кашљем или они којима је потребна механичка вентилација такође су под повећаним ризиком. Код критично болесних пацијената са продуженим боравком у интензивној интензивној нези често се развијају неуромишићна слабост и млитавост. Ово, поред декондиционирања, слабих мишића дисајних путева, продужене интубације и слабе заштите дисајних путева, доприноси повећаном ризику од значајне орофарингеалне дисфагије и пнеумоније повезане са аспирацијом. Слаба респираторна и ларингеална мускулатура може променити осетљивост на аспирацију и смањити нагон и снагу рефлексног кашља. Слична подмукла слабост и слабост јављају се код пацијената на крају живота и пацијената који пате од мултисистемских хроничних болести као што су хронична болест бубрега, срчана инсуфицијенција и хронична опструктивна болест плућа.  Ово је често последица генерализоване кахексије и саркопеније. Опструктивна болест плућа посебно узрокује слаб волумен форсираног издисаја и повећан ризик од аспирације.
Супраглотична болест
Пацијенти са лошом дентицијом, абнормалностима орофаринкса, поремећеним гутањем или дисмотилитетом једњака такође пате од повећаног ризика од аспирације. Код деце, трахеоезофагеална фистула, ларинготрахеоезфагусна фистула, опструктивне лезије дисајних путева (ларингомалација) и друге абнормалности ларинкса или краниофацијала које спречавају нормалну функцију гутања могу повећати ризик.  Фистуле омогућавају страном материјалу да у потпуности заобиђе заштитни систем дисајних путева тела приликом гутања. Конгениталне масе, укључујући цистичне хигроме, лимфоваскуларне малформације и неуробластом, такође могу допринети погоршању ризика од аспирације. Опструктивне лезије и абнормална анатомија лица могу довести до задржавања честица хране након што се процес гутања заврши и нормално дисање се настави што доводи до потенцијалне аспирације.
Најчешћи облици супраглотисне болести код одраслих укључују ахалазију, Зенкеров дивертикулум (ЗД) и карцином главе и врата. Код ахалазије и Зенкеровог дивертикулума, прехрамбени производи се не преносе правилно у стомак током процеса гутања путем прогресивне дегенерације ганглија, узрокујући неуспешну перисталтику једњака и релаксацију доњег дела једњака и изливање слузокоже једњака и субмукозе. Заостали материјал се затим лако може аспирирати током нормалног дисања. Дисфагија се такође често јавља као дугорочни нежељени ефекат терапије зрачењем код карцинома главе и врата. Рак једњака има додатни ризик од опструкције која доводи до дуготрајног страног материјала и повезане регургитације и рефлукса. 
Други фактори
- Промене положаја
- Повраћање велике количине хране
- Аналгезија фаринкса и/или ларинкса
- Оралне, езофагеалне или процедуре дисајних путева као што су назогастрична (НГ) сонда, трахеостомија, горња ендоскопија, бронхоскопија, гастростомска сонда за храњење
- Траума
- Лекови, нпр. продужени унос инхибитора протонске пумпе може довести до прекомерног раста желудачне флоре. Антипсихотици имају екстрапирамидалне моторичке нежељене ефекте који могу изазвати оштећење функције пругасто-пругастих мишића укључених у гутање. Антихистаминици и антидепресиви смањују орално подмазивање. Антиконвулзанти мењају функционисање ЦНС-а и могу изазвати поспаност и некоординацију. Све ово утиче на покретљивост желуца, вероватно повећавајући рефлукс.

## Врсте апирације

### Хронична аспирација
Последице једне епизоде аспирације варирају од бенигних до катастрофалних у зависности од природе и запремине аспирираног материјала. Док се аспирација може јавити код здравих пацијената, понављајућа и стога хронична аспирација указује на основну патологију у функционисању способности здравог појединца да говори, гута, дише или одржава заштиту дисајних путева. Хронична аспирација обично погађа три главне демографске категорије са специфичним коморбидитетима: деца, старије особе и пацијенти у јединици интензивне неге (ИЦУ). То је узрок значајног морбидитета и морталитета у овим популацијама. Код деце, хронична плућна аспирација је један од водећих узрока смрти код пацијената са неуролошким оштећењима. Пацијенти са дисфагијом имају три пута већу стопу пнеумоније и пате од 2,9% повећања смртности у болници. 

### Тиха аспирација
Тиха аспирација се дешава када без своје воље пацијент удахне течност, пиће или неки други предмет у дисајне путеве. Након тога особа можда неће имати симптоме, јер ело кашљањем избацује течност или други материјал. Ако се удахне  само мала количину, то није забрињавајуће. Али ако особа редовно има тиху аспирацију, могли би настати озбиљније стање као што је аспирациона пнеумонија (инфекција плућа).
Знаци и симптоми тихе аспирације
Код тихе аспирације, можда особа неће имати никакве симптоме. Али неки симптоми код беба могу бити:
- задржавање даха или брже дисање током јела,
- одбијање хране, окретање током храњења
- јак плач након храњења,
- температура и инфекција, укључујући плућа.

Одрасли могу имати мало другачије симптоме, као што су:
- брже дисање током јела
- зачепљеност у носу који нестаје након јела
- звиждање или бучно дисање
- осећај да је нешто запело у грлу
- накупљање слузи које утиче на глас (влажан звук)
- честе инфекције

### Аспирација код деце
Нека деца имају проблема са гутањем због проблема са мишићима грла узрокованих:
- физичка стања као што је расцеп непца
- одложени раст
- оштећење мозга
- проблеми са нервима
- болести мишића попут спиналне мишићне атрофије

Уобичајени симптоми аспирације код беба и деце су слични онима код тихе аспирације и могу укључивати:
- слабо сисање
- црвено лице, сузне очи или гримасе током храњења
- дисање које се убрзава или зауставља током храњења
- лагана температура након храњења
- проблеми са дисањем као што је пискање
- честе инфекције плућа или дисајних путева

### Аспирациона пнеумонија
Аспирациона пнеумонија је инфекција плућа узрокована удисањем хране, течности или предмета у плућа која узрокује упалу и накупљање течности. Симптоми се могу јавити полако. Без лечења, они могу постати опасни.
Симптоми аспирационе пнеумоније
Знаци аспирационе пнеумоније укључују:
- Чест кашаљ са смрдљивом слузи , крвљу или гнојем
- Пиштање или отежано дисање
- Грозница или мрзлица и јако знојење
- Бол у грудима када кашљете или дубоко удахнете
- Конфузија, анксиозност и умор
- Осећај гушења
- Лош задах

Аспирација се даље може класификовати на микроаспирацију и макроаспирацију према субјективној количини аспирата. Микроаспирација се јавља када се удахне мале количине страног материјала, док се макроаспирација јавља када се удахне велике количине страног материјала. Не постоји посебна граница за разликовање. Хронична аспирација је најчешће секундарна у односу на микроаспирацију.

## Клиничка слика
Знаци и симптоми аспирације су:
- отежано  гутање, или гушење током јела,
- снажан кашаљ

- упала плућа
- стрес током јела,

- губитак тежине

## Дијагноза
Дијагноза се поставља на основу симптома, обављеног физичког прегледа и дијагностичких тестова. 
Дијагностички тестови:
| Назив теста                                 | Опис |
| ------------------------------------------- | --- |
| Радиографија                                | Изводи се уколико се сумља да је аспирирани садржај доспео у плућа.                                                                                |
| Бронхоскопија                               | Изводи се помоћу мале камере на врху бронхоскопа, која врши снимање унутрашњости плућа.                                                            |
| Модификовано гутање баријума                | Ово је врста рендгенског снимања грла и једњака која се изводи током гутања хране и течност помешане са контрастним средсвом која се зове баријум. |
| Фибер-оптичка ендоскопска евалуација гутања | Изводи се кроз танку, флексибилну цев која се зове ендоскоп. Камера угражена у ендоскоп снима слике током гутања пљувачке, хране и течности.       |
| Фарингеална манометрија                     | Изводи се уз помоћ катетера са сензореом за мерење притиска у грлу и једњаку током гутања.                                                         |

## Компликације
Аспирација може довести до озбиљнијих проблема, попут:
- инфекције,
- оштећења ткива.
- дехидрације,
- неухрањености и губитка тежине,
- појаве друге болести.

## Превенција аспирације
У мере превенције спадају:
- Унос хране само у будном и опуштеном стању.
- Исецање хране на мале комаде.
- Храну уносити чешће у мањим оброцина.
- Додати храни тешност, попут соса, сувој храни.
- Увек прогутати пре уноса наредног залогаја.
- Избегавати храну која је компактна.
- Не причати за време јела или пијења.
- Не јести и не пити у лежећем положају
- Водите рачуна о  устима и зубима. Редовно посећивати  стоматолога.
- Не пушити цигарете за време јела
- Избегавати тешку, пржену храну 3 сата пре одмора (да би се  спречио рефлукс киселине).

## Терапија
Лечење аспирације почиње лечењем стања које га узрокује. Ако је аспирација последица дисфагије, опције лечења варирају у зависности од њеног типа:
Орофарингеална дисфагија
Може се лечити вежбама учења и методама гутања. Ово може помоћи код правилног покрета мишића гутања и нерава који контролишу рефлекс гутања. Ако имате неуролошко стање, технике гутања попут правилног постављања главе и тела током гутања могу помоћи.
Езофагеалне дисфагије
Терапија може укључивати дилатацију, што укључује постављање цеви од грла до стомака и истезање једњака, лекове који могу да смање желудачну киселину (за стања као што је ГЕРБ), операцију да се очисти пут који води до вашег једњака или рецепт за посебну исхрану.
Тешка дисфагија
Ако су проблеми са дисфагијом озбиљнији, препоручује се уметање сонде за храњење како би се хранљиве материје уносиле без гутања. Операција која помаже код блокада или сужавања грла такође може бити опција лечења. Гутање и логопедска терапија може се препоручити након ових процедура.
Бебама које много аспирирају мајчино млеко или адаптирано млеко можда ће бити потребна промена у исхрани која укључује згуснуту храну. У тешким случајевима аспирације, беби може бити потребна привремена цев за храњење уметнута у њен нос или желудац. 
Аспирациона пнеумонија
Лечење аспирационе пнеумоније укључује: 
- Антибиотике који су за аспирациону пнеумонију  главни облик лечења
- Терапија кисеоником, ако постоје проблеми са дисањем.
- Механичка вентилација код тешких облика аспирационе пнеумоније.